# Isterdalen
Isterdalen är en dalgång mellan höga fjäll i Rauma kommun i Møre og Romsdal. Den går från Åndalsnes i norr till Stigrøra i söder. Genom dalen rinner älven Istra. Isterdalen är en sidodal till Romsdalen, och älvarna flyter samman  vid Åndalsnes. Dalen är en utpräglat trång u-dal som slutar ner mot ett brant och markerat slut, där Trollstigen går uppåt. Den mittersta delen av dalgången är plan, och där rinner älven Istra, som bildar meandrar. Den nedre delen av dalen är odlad och bebyggd, medan den övre delen inte är mycket påverkad av människor, bortsett från Trollstigen.
Längst i norr är dalen ganska bred och används som jordbruksmark. Brønnsletta är ett större bostadsområde. Mitt i dalen ligger Trollstigen Camping og Gjestegård, omgiven av ett större skogs- och myrområde där boskap betar på sommaren. Längst i söder är dalen smalare och består av blandad lövskog, och de branta sluttningarna täcks av stenskravel som har fallit ner från berget. 
Fylkesväg 63 går genom Isterdalen. Trollstigvegen ligger längst in i dalen och går upp i Stigrøra. Vägen har elva hårnålskurvor, var och en med en radie på cirka 10 meter. Ungefär halvvägs går en bro över den 180 meter höga Stigfossen. Trollstigvegen är en av Norges mest besökta turistattraktioner.
Isterdalen är omgiven av flera höga fjäll på väl över 1000 meter. Bland de mest kända är Dronninga, Kongen och Bispen på västsidan av dalen. Dessa och andra fjäll längs Isterdalen har många klätterleder. Mot öster syns "baksidan" av Trolltindan med Trollväggen.